# Eurasburg (powiat Bad Tölz-Wolfratshausen)
Eurasburg – miejscowość i gmina w Niemczech, w kraju związkowym Bawaria, w rejencji Górna Bawaria, w regionie Oberland, w powiecie Bad Tölz-Wolfratshausen. Leży około 17 km na północny zachód od Bad Tölz, nad rzeką Loisach, przy autostradzie A95.

## Polityka
Wójtem gminy jest Michael Bromberger, rada gminy składa się z 16 osób.
|      | CSU | SPD | FW Achmühle | Zieloni | GWV | EG | UW | Herrnhauser Liste | Razem |
| 2008 | 3   | -   | 2           | 2       | 4   | 3  | 1  | 1                 | 16    |
| 2002 | 4   | 1   | 2           | 1       | 3   | 3  | 1  | 1                 | 16    |